# 高橋秀人
高橋 秀人（たかはし ひでと、1987年10月17日 - ）は、群馬県伊勢崎市出身のプロサッカー選手。オークランド・ユナイテッドFC所属。ポジションはミッドフィールダー（ボランチ）、ディフェンダー（センターバック）。元日本代表。
東京学芸大学卒業。

## 来歴

### プロ入り前
小学校1年生（6歳）時にサッカーを始める。同6年生の時に図南SCジュニアユースのセレクションを受けた際には、クラムジー のために同学年の反町一輝、都丸昌弘、大河原亮に比べて目立たない存在であり、動きが鈍っていたことを機にボランチなど守備的なポジションを務めるようになった。2002年には日本クラブユース選手権で全国3位入賞。同年、前橋育英高校のセレクションに合格したが「前商から学芸大に行って教員免許を取れば良い」との説得を受けて、前橋商業高校へ進学。2年時には群馬県大会準決勝で細貝萌、青山直晃、吉澤正悟、伊藤拓真、後藤涼、田中亜土夢とのちにプロ入り6人を擁した前橋育英高校をPK戦の末に下し、全国高校選手権に出場、ベスト8入り。
2006年、体育教師を目指して東京学芸大学に進学し、蹴球部に所属。同期には鈴木崇文など。2年時に関東大学リーグでセンターバックとして相手FW高崎寛之（駒澤大学） を抑えた守備が評価され、以後3年連続で全日本大学選抜に選出され続けた。
また、3年時（2008年）の7月から特別指定選手としてJリーグ・FC東京の練習に参加。公式戦出場は無かったが、2008年J1第33節新潟戦（同年の最終ホームゲーム）の終了後に選手の一員としてセレモニーに参加したことでプロ志望へと翻意。4年時には関東大学リーグ2部リーグベストイレブンに選出された。
2009年夏季ユニバーシアード（ベオグラード）の日本代表に選出、同大会では主将を務め、ボランチでプレー。銅メダルを獲得した。ボールを前に運ぶ能力に自信を持ち、複数のJリーグクラブの間で争奪となったが、同年7月に大学卒業後のFC東京への入団が発表された。

### FC東京
2010年ナビスコカップ予選リーグ第3節新潟戦で初出場。この試合ではCBを務め無失点勝利に貢献した。FC東京でもボランチに配される機会があり、大熊清監督からは、スピードには欠けるが、ボールを散らせることや、高さがあって声を出せる点がこのポジションに向いていると評価された。2011年は長島裕明コーチの助けで自信を掴むと、米本拓司、ホベルトの負傷離脱が重なって ボランチのレギュラーに定着。バランサーとしての役割に強みを見出し、献身的な守備でチームを支え、J1復帰に貢献した。
2012年より、登録をDFからMFに変更。中盤で相手の長身FWと競り合える選手としても重宝された。
ランコ・ポポヴィッチ監督は、高橋の適性をフォアリベロに見出しており、米本の復調に伴って3バックの中央などCBでも起用。4バックと3バックとを使い分けるチームのキーマンとなった。もっとも、代表の影響から好不調に波が出てしまい、2013年に至っては代表で得た収穫をクラブでの戦術として消化できず、精神的に不安定な状態に陥っていた。
2014年は主にMF3名の中央に位置するアンカーに据えられ、相手の攻撃を局面で封じた。
2015年は序盤は先発を外れ守備固めでの起用が続くも、第13節以降はポジションを譲らず上位進出に貢献。
2016年当初、城福浩監督からはボランチの選手層は厚みを増したとしてCBのバックアッパーに構想されるなど 厳しい立場に置かれていた。一時はU-23チームでも活動したが、拙攻拙守のチーム状況にあって堅守再構築のキーマンとして復権し、アンカーに入り味方の役割を明確化させる働きで 戦術面での安定に寄与。

### ヴィッセル神戸
2017年、大型補強を図るヴィッセル神戸の2年連続での オファーに応え、同クラブへ完全移籍。J1第2節の新潟戦で移籍後初得点を決めた。3月18日、第4節のジュビロ磐田戦でJ1通算150試合を達成した。

### サガン鳥栖
2018年よりFC東京時代の恩師・マッシモ・フィッカデンティが監督が務めるサガン鳥栖に完全移籍。

### 横浜FC
2020年12月27日、横浜FCに完全移籍で加入。2シーズンで公式戦39試合に出場した。2022年11月4日、横浜FCより契約満了が発表された。

### オークランド・ユナイテッドFC
2022年12月よりニュージーランド・オークランドに語学留学。自身のSNSの自己紹介欄を更新、オークランド・ユナイテッドFC（アマチュアクラブ）に所属し、同クラブのアカデミーでコーチも担当していると記している。

### 日本代表
2012年4月に日本代表候補合宿に初招集。5月23日、キリンチャレンジカップ・アゼルバイジャン戦で、国際Aマッチ初出場。アルベルト・ザッケローニ日本代表監督からは、攻守のバランス感覚、戦術眼、カバーリング能力、フィジカルに優れると評価され、翌月からのFIFAワールドカップアジア最終予選メンバーにも選出された。
2013年は日本代表としてコンフェデレーションズカップに帯同し、東アジアカップオーストラリア戦ではゲームキャプテンを務め 同大会の優勝を果たすなど戦力として食い込みつつあったが、代表とクラブの行き来も影響して 好調を維持できなかった。
2014年開催のFIFAワールドカップ本大会に当たっては、専門誌で「2010年大会のようにアンカーを置く守備的布陣を採用するのならば最適の選手」との評価を受け、守備のユーティリティー性からも有力候補として名前が挙がったが、攻撃重視のメンバー選考が行われたために 選外となった。

## エピソード
- 尊敬するサッカー選手として、特別指定登録中に接した石川直宏、高校時代までを同じ群馬県で過ごし共にユニバーシアードを戦った中町公祐、大学の先輩である岩政大樹を挙げている[5]。
- 商業高校の出身であるため、高校在学中に簿記や珠算など複数の資格を取得している。
- 大学の卒業論文では「2009年のFC東京全失点分析」を研究テーマとしていた[57]。
- 理想のボランチにはフランスのパトリック・ヴィエラ[58]、CBとボランチを兼任できる選手として阿部勇樹を挙げる[59]。
- 2011年シーズンより、試合には時期を問わず半袖のユニフォームで臨んでいる。高橋とほぼ同時期に日本代表に選出され、同じ群馬県出身でもある細貝萌が夏場でも長袖を着用する[60] ことに対抗しての半袖だと報じられた[61]。
- 2012年7月のFC東京フェスティバルでは、7人の選手が女装した姿を披露しファン投票で1位を決める「ミス!?FC東京」で「スミレ」として登場し見事1位に輝いた[62]。以後、当時を知るファンからは「スミレさん」のニックネームで呼ばれる。
- 俳優の田村幸士と親交があり田村の出演する舞台を観に行ったり一緒に温泉へ行ったりしている。
- 2014年3月に一般女性と結婚[63]。
- 2014年6月より日本プロサッカー選手会副会長を[64]、2016年6月より同会長を務める[65][66]。
- 漫画好きで知られ、好きな作品としてアクション漫画では『ONE PIECE』や『NARUTO -ナルト-』や『ワールドトリガー』、サッカー漫画では『ファンタジスタ ステラ』や『BE BLUES!〜青になれ〜』や『フットボールネーション』などを挙げている[67][68]。

## 所属クラブ
- 伊勢崎SFCイレブン (伊勢崎市立北第二小学校[1])
- 2000年 - 2002年 図南SCジュニアユース (伊勢崎市立第三中学校[1])
- 2003年 - 2005年 群馬県立前橋商業高等学校
- 2006年 - 2009年 東京学芸大学 (教育学部[4]B類保健体育専攻[5])
  - 2008年、2009年  FC東京 (特別指定選手)
- 2010年 - 2016年  FC東京
- 2017年  ヴィッセル神戸
- 2018年 - 2020年  サガン鳥栖
- 2021年 - 2022年  横浜FC
- 2023年 -  オークランド・ユナイテッドFC

## 個人成績
| 国内大会個人成績 | 国内大会個人成績 | 国内大会個人成績 | 国内大会個人成績 | 国内大会個人成績 | 国内大会個人成績 | 国内大会個人成績 | 国内大会個人成績 | 国内大会個人成績 | 国内大会個人成績 | 国内大会個人成績 | 国内大会個人成績 |
| 年度             | クラブ           | 背番号           | リーグ           | リーグ戦         | リーグ戦         | リーグ杯         | リーグ杯         | オープン杯       | オープン杯       | 期間通算         | 期間通算         |
| 年度             | クラブ           | 背番号           | リーグ           | 出場             | 得点             | 出場             | 得点             | 出場             | 得点             | 出場             | 得点             |
| 日本             | 日本             | 日本             | 日本             | リーグ戦         | リーグ戦         | リーグ杯         | リーグ杯         | 天皇杯           | 天皇杯           | 期間通算         | 期間通算         |
| ---------------- | ---------------- | ---------------- | ---------------- | ---------------- | ---------------- | ---------------- | ---------------- | ---------------- | ---------------- | ---------------- | ---------------- |
| 2010             | FC東京           | 4                | J1               | 3                | 0                | 3                | 0                | 1                | 0                | 7                | 0                |
| 2011             | FC東京           | 4                | J2               | 32               | 4                | -                | -                | 6                | 1                | 38               | 5                |
| 2012             | FC東京           | 4                | J1               | 33               | 1                | 2                | 0                | 0                | 0                | 35               | 1                |
| 2013             | FC東京           | 4                | J1               | 32               | 2                | 4                | 0                | 4                | 0                | 40               | 2                |
| 2014             | FC東京           | 4                | J1               | 32               | 3                | 5                | 0                | 3                | 0                | 40               | 3                |
| 2015             | FC東京           | 4                | J1               | 29               | 4                | 8                | 0                | 2                | 0                | 39               | 4                |
| 2016             | FC東京           | 4                | J1               | 19               | 0                | 4                | 1                | 2                | 0                | 25               | 1                |
| 2017             | 神戸             | 16               | J1               | 22               | 1                | 6                | 0                | 3                | 0                | 31               | 1                |
| 2018             | 鳥栖             | 36               | J1               | 33               | 3                | 2                | 0                | 3                | 0                | 38               | 3                |
| 2019             | 鳥栖             | 36               | J1               | 32               | 1                | 4                | 0                | 3                | 0                | 39               | 1                |
| 2020             | 鳥栖             | 36               | J1               | 13               | 0                | 1                | 0                | -                | -                | 14               | 0                |
| 2021             | 横浜FC           | 4                | J1               | 22               | 0                | 2                | 0                | 1                | 0                | 25               | 0                |
| 2022             | 横浜FC           | 4                | J2               | 14               | 0                | -                | -                | -                | -                | 14               | 0                |
| 通算             | 日本             | 日本             | J1               | 270              | 15               | 41               | 1                | 22               | 0                | 333              | 16               |
| 通算             | 日本             | 日本             | J2               | 46               | 4                | -                | -                | 6                | 1                | 52               | 5                |
| 総通算           | 総通算           | 総通算           | 総通算           | 316              | 19               | 41               | 1                | 28               | 1                | 385              | 21               |

その他の公式戦
| 2016   | F東23  | 4      | J3     | 2                  | 0 | 2 | 0 |
| 通算   | 日本   | 日本   | J3     | 2\|\|\|0\|\|2\|\|0 |   |   |   |
| 総通算 | 総通算 | 総通算 | 総通算 | 2                  | 0 | 2 | 0 |

- 2012年
  - スーパーカップ 1試合0得点

| 国際大会個人成績 | 国際大会個人成績 | 国際大会個人成績 | 国際大会個人成績 | 国際大会個人成績 |
| 年度             | クラブ           | 背番号           | 出場             | 得点             |
| AFC              | AFC              | AFC              | ACL              | ACL              |
| ---------------- | ---------------- | ---------------- | ---------------- | ---------------- |
| 2012             | FC東京           | 4                | 6                | 1                |
| 2016             | FC東京           | 4                | 4                | 0                |
| 通算             | AFC              | AFC              | 10               | 1                |

出場歴
- 2010年05月22日：公式戦初出場 - ナビスコカップ第3節 vsアルビレックス新潟 (駒沢)
- 2010年07月14日：Jリーグ初出場 - J1第14節 vs湘南ベルマーレ (平塚)
- 2011年06月29日：J2初得点 - J2第2節 vsファジアーノ岡山FC (kanko)
- 2012年10月16日：J1初得点 - J1第28節 vs鹿島アントラーズ (カシマ)
- 2014年12月06日：J1・100試合出場 - J1第34節 vs横浜F・マリノス (味の素)

## 代表歴
- 2012年5月23日：国際Aマッチ初出場 - キリンチャレンジカップ vsアゼルバイジャン代表 (エコパ)

### 出場大会など
- ユニバーシアード日本代表
  - 2009年 - 第25回夏季ユニバーシアード
- 日本代表
  - キリンチャレンジカップ2012
  - 2014 FIFAワールドカップ・アジア4次予選
  - キリンチャレンジカップ2013
  - FIFAコンフェデレーションズカップ2013
  - 東アジアカップ2013
  - 2014 FIFAワールドカップ候補合宿[69]
  - 2018 FIFAワールドカップ・アジア3次予選予備登録[70]

### 試合数
- 国際Aマッチ 7試合 0得点 (2012年 - 2013年)

| 日本代表 | 国際Aマッチ | 国際Aマッチ |
| 年       | 出場        | 得点        |
| -------- | ----------- | ----------- |
| 2012     | 4           | 0           |
| 2013     | 3           | 0           |
| 通算     | 7           | 0           |

### 出場
| No. | 開催日         | 開催都市   | スタジアム                                   | 対戦国           | 結果 | 監督         | 大会                                    |
| --- | -------------- | ---------- | -------------------------------------------- | ---------------- | ---- | ------------ | --------------------------------------- |
| 1.  | 2012年5月23日  | 袋井       | エコパスタジアム                             | アゼルバイジャン | ○2-0 | ザッケローニ | キリンチャレンジカップ2012              |
| 2.  | 2012年9月6日   | 新潟       | 東北電力ビッグスワンスタジアム               | アラブ首長国連邦 | ○1-0 | ザッケローニ | キリンチャレンジカップ2012              |
| 3.  | 2012年10月12日 | サン＝ドニ | スタッド・ド・フランス                       | フランス         | ○1-0 | ザッケローニ | 国際親善試合                            |
| 4.  | 2012年10月16日 | オマーン   | スルタン・カーブース・スポーツコンプレックス | オマーン         | ○2-1 | ザッケローニ | 2014 FIFAワールドカップ・アジア最終予選 |
| 5.  | 2013年6月11日  | ドーハ     | グランド・ハマド・スタジアム                 | イラク           | ○1-0 | ザッケローニ | 2014 FIFAワールドカップ・アジア最終予選 |
| 6.  | 2013年7月21日  | ソウル     | ソウルワールドカップスタジアム               | 中国             | △3-3 | ザッケローニ | EAFF東アジアカップ2013                  |
| 7.  | 2013年7月25日  | 華城       | 華城競技場                                   | オーストラリア   | ○3-2 | ザッケローニ | EAFF東アジアカップ2013                  |

## タイトル
FC東京
- スルガ銀行チャンピオンシップ (2010年)
- Jリーグ ディビジョン2 (2011年)
- 天皇杯全日本サッカー選手権大会 (2011年)

日本代表
- 東アジアカップ (2013年)

個人
- デンソーカップチャレンジサッカー優秀選手 (2008年[71]、2009年[72])
- 関東大学サッカーリーグ2部 ベストイレブン (2009年[16])